# Erna Beilhardt

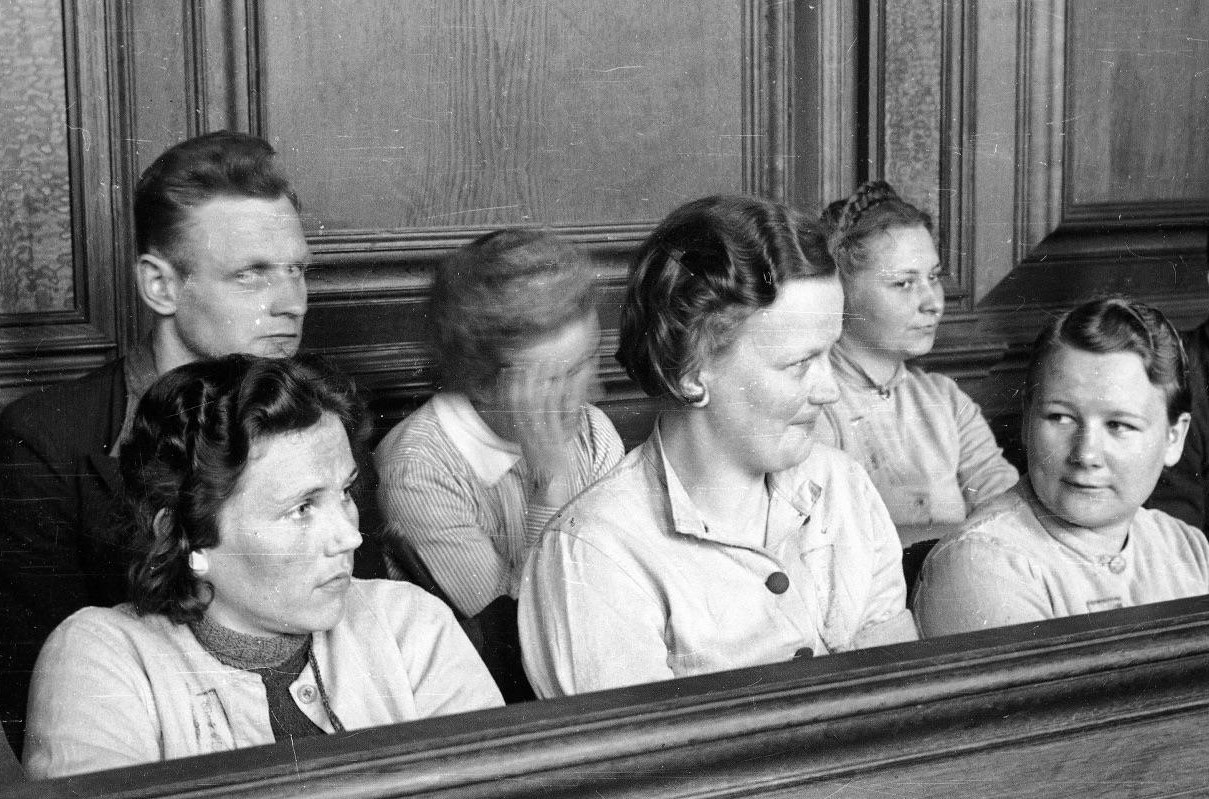
Aufseherinnen während des 1. Stutthof-Prozesses in Danzig vom 25. April bis 31. Mai 1946 – Erste Reihe von links nach rechts: Elisabeth Becker, Gerda Steinhoff, Wanda Klaff – Zweite Reihe Mitte und rechts: Erna Beilhardt, Jenny Wanda Barkmann

Erna Beilhardt (* 7. Februar 1907 in Neuteich; † 1999 in Wetter) war eine deutsche Aufseherin in verschiedenen Konzentrationslagern.

## Leben
Nach dem Ersten Weltkrieg zog Erna Beilhardt nach Ostpreußen und arbeitete dort in der Landwirtschaft. Ab 1927 lebte sie in Danzig mit ihrer Schwester und Mutter, die in der Stadt einen Molkereiladen eröffnet hatte. Zu Beginn der 1930er Jahre war Erna Beilhardt für das Deutsche Rote Kreuz tätig. Zum 1. Februar 1933 trat sie der NSDAP bei (Mitgliedsnummer 1.471.658). Während des Zweiten Weltkrieges absolvierte sie eine medizinische Zusatzausbildung und trat der NSV bei. Im Herbst 1944 kam Erna Beilhardt als Hilfsaufseherin in das KZ Stutthof. Sie arbeitete im Zentrallager vom 18. September 1944 bis 11. Oktober 1944. Am 20. Januar 1945 begleitete sie die Verlegung von Gefangenen nach Königsberg. Am 14. Juli 1945 wurde sie in Swinemünde von sowjetischen Truppen gefangen genommen und während des ersten Stutthof-Prozesses in Danzig angeklagt. Im Gegensatz zu elf anderen Angeklagten erhielt sie nicht die Todesstrafe. Nach drei Wochen hatte Beilhardt ihr Amt niedergelegt, weil sie nicht bereit war, Gefangene zu misshandeln oder zu töten. Stattdessen wurde sie zu fünf Jahren Gefängnis verurteilt, die sie in polnischen Gefängnissen verbrachte.
Nach ihrer Entlassung am 21. Dezember 1951 lebte Beilhardt jahrzehntelang in Ulm, wo sie 1967 eine Eigentumswohnung erwarb. 1998 zog sie nach Wetter in Hessen um, wo sie 1999 starb.